# Ned Holiday
Edward Gilbert „Ned” Holiday (ur. 26 września 1900 w Saint Peter Port na Guernsey, zm. 24 grudnia 1978 na Guernsey) – singapurski żeglarz, olimpijczyk.
Dwukrotny olimpijczyk (IO 1956, IO 1960). Na Letnich Igrzyskach Olimpijskich 1956 wystąpił w klasie Dragon, razem z Keithem Johnsonem, Kennethem Goldingiem i Robertem Ho. Zajęli ostatnie 16. miejsce. W tej samej klasie wystartował cztery lata później, osiągając 25. miejsce wśród 27 zespołów (razem z Jamesem Cookiem i Thomasem Durcanem). Prawdopodobnie jest najstarszym Singapurczykiem, który kiedykolwiek wziął udział w igrzyskach olimpijskich (stan po IO 2020) – podczas zawodów w Rzymie miał ukończone 59 lat i 338 dni.
Podczas II wojny światowej został internowany w więzieniu w Changi. Pracował przymusowo przy budowie Kolei Birmańskiej. Po wojnie był członkiem i komandorem Royal Singapore Yacht Club. W 1965 roku wyemigrował do Wielkiej Brytanii. Zmarł w 1978 roku na Guernsey.